# 波別濟斯卡
波別濟斯卡是波蘭的城鎮，位於該國西部，由大波蘭省負責管轄，面積10.16平方公里，2006年人口8,329。在瓜分波蘭時期，該鎮在十八世紀後期被納入德國管治範圍。
52°28′40.5″N 17°16′01.6″E / 52.477917°N 17.267111°E